# Tillbaka till Klondike
Tillbaka till Klondike är en serie av Carl Barks från 1952. Den ursprungliga versionen var 32 sidor, men inför den första publiceringen kortades den ner till 27 sidor.

## Handling
Farbror Joakim är bekymrad över att han blivit så glömsk. Kalle tycker han ska gå till en doktor men Joakim är inte så glömsk att han glömt bort att han är snål. Men till slut går han till en doktor som ger honom piller för att förbättra minnet. De funkar så bra att Joakim kommer ihåg en säck med guldklimpar han grävde ned under sina år som guldgrävare i Alaska och sedan glömde bort. Med Kalle och Knattarna går de ombord på ett fartyg och Joakim berättar sina minnen, bland annat om Glittriga Gullan ("Glittering Goldie"), som efter att ha rånat Joakim för 50 år sedan blivit skyldig honom tusen dollar, en skuld som med ränta på ränta nu uppgår till en miljard dollar.
När fartyget kommer till Skagway köper Joakim utrustning. Kalle tycker de ska flyga men Joakim tycker att en promenad är bara nyttigt. De vandrar över de höga bergen och efter flera dagar kommer de till Whitehorse. Där upptäcker Joakim att han äger flygplatsen och kunde ha flugit dit gratis. De flyger till Dawson i Klondike. Joakim berättar hur han mötte Glittriga Gullan och hur hon stal den stora guldklimpen han hade hittat och hur han vaknade nästa dag i en snödriva. Han lyckades få tillbaka den stora guldklimpen och sedan tvingade han henne att följa med till hans inmutning och gräva guld för att visa hur mycket hårt arbete som låg bakom. (Den sekvens, där Joakim, efter att ha blivit rånad, ställde till slagsmål på saloonen och rövade Gullan med sig, är de sidor som klipptes bort 1952. Bland annat låter Barks henne säga till Joakim: "I've dug more gold than you", en replik som både anspelar på Gullans rykte som s.k. "gold digger" (=kvinna som lurar pengar av rika herrar) och banar väg för seriens slutpoäng. Men Barks redaktörer ansåg att hela episoden var olämplig för barn.)
Innan Joakim lämnade Klondike så grävde ned en del av det guldet han hittat på sin egen mark och det är detta han nu har tänkt att hämta. Men när de kommer dit måste de ta betäckning då den som bor där skjuter skarpt. En tam björn håller alla inkräktare borta. Knattarna upptäcker snart att det är Glittriga Gullan som bor där. Joakim har papper på att hon är skyldig pengar och hon ger honom allt hon äger, inklusive marken och huset.
Men Joakim är inte så hård som han kan verka och utmanar henne på vem som kan hitta mest guld på 10 minuter. Om hon vinner får hon allting tillbaka. Gullan sätter igång att gräva med hjälp av Knattarna och hon råkar sätta hackan precis på den plats där Joakim gömde sitt guld för så många år sedan.
Joakim måste erkänna sig besegrad och skyller på att han glömde ta sina piller och att hans minne svek honom. Men Kalle kan berätta för Knattarna att Joakim visst tog sina piller och att han avsiktligen förlorade mot Gullan.

## Om berättelsen
Detta är den första berättelsen med Glittriga Gullan.
De bortcensurerade sidorna, som berättar vad han gjorde med Gullan under dagarna i Klondike har utstofferats och dramatiserats av Don Rosa, som ger sin version av denna hittills "hemliga" episod i Joakims liv i äventyret Fången vid Ångestfloden, som publicerades i Kalle Anka & C:o i nummer 21-24 år 2006.
I början av serien nämner Joakim hur mycket pengar han har i pengabingen, tre kubiktunnland ("three cubic acres"). Acre är ett ytmått och motsvarar 4046,8564224 m² eller en kvadrat på 63,615 gånger 63,615 meter. Om man antar att en kubik-acre är 257 440 m3 har alltså Joakim 772 321 m3 kontanter i bingen.
Den första rutan i serien visar en interiör från pengabingen. På en djupmätare står också avståndet till botten, 99 fot eller drygt 30 meter. Om man antar att rummet är en kvadrat blir dess sidor 159 x 159 meter. Joakim har alltså en väldigt stor summa kontanter, främst mynt, tillhanda.